# Línea 55 (Córdoba)
Línea 55, fue una línea de transporte urbano de pasajeros de la ciudad de Córdoba, Argentina. El servicio era operado por la empresa Autobuses Santa Fe. En enero de 2015 el recorrido de esta línea se unificó de manera experimental con el recorrido de la línea 53, que ahora ira desde Bº Villa retiro a Bº Cabildo.

## Recorrido
Desde Villa Retiro a Ciudad Universitaria.
 Servicio diurno.
IDA:  De Av. Rancagua –Av. Japón (Escuela Olegario Victor Andrade) – Av. Rancagua-  Germán Berdiales- Juan Luis Orrego- Segunda Rotonda Juan L. Orrego- Bartolomé Hidalgo- Av. Rancagua- Alarcón- Gral. Manuel de Escalada – Melian -  Av. Rancagua- Diagonal Ica- Pinagasta- Abad e Illana- Av. Leandro N. Alem- Av. Eduardo Bulnes- Félix Frías- Suipacha- Bedoya- Saenz Peña- Av. Gral. Paz- Av. Vélez Sarsfield- Av. Hipólito Yrigoyen- Plaza España- Av. Ciudad Valparaíso –Av. Cruz Roja Argentina hasta Maestro Marcelo López.
REGRESO: De Cruz Roja Argentina y Maestro Marcelo López- por esta – Medina Allende – Haya de la Torre – Enrique Barros – Av. Los Nogales- Rotonda Los Nogales- Av. Ciudad Valparaíso- Plaza España – Bv. Chacabuco – San Jerónimo – 27 de Abril – Belgrano – Tucumàn – La Rioja – Catamarca - Av. Maipú - Puente Maipú - Buchardo - Jacinto Ríos - Av. Leandro N. Alem - Mauricio Yadarola - Colomprea - Ministalalo - Puerto Rico - Malvar y Pinto - Diagonal Ica - Av. Rancagua - Mellian - Escalada - Alarcón - Av. Rancagua - B. Hidalgo- Rotonda B. Hidalgo - Juan L. Orrego - Verdiales - Av.
Rancagua - Av. Japón ( Esc. O. V. Andrade)- Av. Rancagua hasta Est. De Serv. Villa Retiro.
En horarios especiales  : De Villa Retiro a Polo sanitario por El Gateado
IDA: De Estación de Servicios Av. Rancagua – por esta–Cno. Al Gateado escuela-Con al Gateado- Rancagua- su ruta.
REGRESO: Su ruta - Camino Al Gateado escuela - su ruta.